# Campeonato de Irlanda de Rugby 2006-07
El Campeonato de Rugby de Irlanda (oficialmente All-Ireland League) de 2006-07 fue la decimoséptima edición del principal torneo de rugby de la Isla de Irlanda, el torneo que agrupa a equipos tanto de la República de Irlanda como los de Irlanda del Norte.

## Sistema de disputa
Cada equipo disputó encuentros frente a cada uno de los rivales a una sola ronda, totalizando 15 partidos.
Luego de la fase regular los cuatro mejores clasificados disputaron una semifinal enfrentándose el primer clasificado frente al cuarto y el segundo frente al tercero.
Los últimos dos clasificados descendieron a la segunda división.
Puntuación
Para ordenar a los equipos en la tabla de posiciones se los puntuará según los resultados obtenidos.
- 4 puntos por victoria.
- 2 puntos por empate.
- 0 puntos por derrota.
- 1 punto bonus por ganar haciendo 3 o más tries que el rival.
- 1 punto bonus por perder por siete o menos puntos de diferencia.

## Clasificación
| Pos. | Equipo             | Encuentros | Encuentros | Encuentros | Encuentros | Tantos | Tantos | Tantos | PB | PB | Puntos |
| Pos. | Equipo             | PJ         | PG         | PE         | PP         | F      | C      | Dif    | BO | BD | Puntos |
| ---- | ------------------ | ---------- | ---------- | ---------- | ---------- | ------ | ------ | ------ | -- | -- | ------ |
| 1.º  | Cork Constitution  | 15         | 13         | 1          | 1          | 369    | 227    | +142   | 5  | 1  | 60     |
| 2.º  | Clontarf           | 15         | 10         | 1          | 4          | 325    | 188    | +137   | 6  | 3  | 51     |
| 3.º  | Garryowen          | 15         | 10         | 0          | 5          | 297    | 175    | +122   | 4  | 4  | 48     |
| 4.º  | U.L. Bohemian      | 15         | 10         | 0          | 5          | 306    | 187    | +119   | 5  | 3  | 48     |
| 5.º  | Shannon RFC        | 15         | 10         | 1          | 4          | 317    | 200    | +117   | 4  | 2  | 48     |
| 6.º  | Dungannon          | 15         | 7          | 1          | 7          | 261    | 299    | -38    | 3  | 4  | 37     |
| 7.º  | Blackrock College  | 15         | 6          | 0          | 9          | 348    | 416    | -68    | 9  | 4  | 37     |
| 8.º  | Terenure College   | 15         | 8          | 0          | 7          | 267    | 353    | -86    | 3  | 1  | 36     |
| 9.º  | Lansdowne          | 15         | 7          | 1          | 7          | 246    | 263    | -17    | 1  | 2  | 33     |
| 10.º | St. Mary's College | 15         | 6          | 2          | 7          | 237    | 269    | -32    | 2  | 2  | 32     |
| 11.º | Galwegians         | 15         | 4          | 2          | 9          | 287    | 324    | -37    | 3  | 5  | 28     |
| 12.º | UCD                | 15         | 5          | 1          | 9          | 279    | 372    | -93    | 1  | 4  | 27     |
| 13.º | Ballymena          | 15         | 4          | 0          | 11         | 265    | 298    | -33    | 3  | 7  | 26     |
| 14.º | Dolphin            | 15         | 5          | 0          | 10         | 251    | 307    | -56    | 1  | 5  | 26     |
| 15.º | Belfast Harlequins | 15         | 5          | 0          | 10         | 186    | 266    | -80    | 1  | 4  | 25     |
| 16.º | Buccaneers         | 15         | 4          | 2          | 9          | 209    | 306    | -97    | 0  | 2  | 22     |

## Fase final

### Semifinales
| 28 de abril de 2007 | Cork Constitution | 21 - 18 | U.L. Bohemian |  |  |

| 28 de abril de 2007 | Clontarf | 15 - 28 | Garryowen |  |  |

### Final
| 5 de mayo de 2007 | Cork Constitution | 15 - 16 | Garryowen |  |  |

| Bandera de Irlanda |
| Campeón Garryowen  |
| Tercer título      |